# 水口镇 (江华县)
水口镇，是中华人民共和国湖南省永州市江华瑶族自治县下辖的一个乡镇级行政单位。

## 行政区划
水口镇下辖以下地区：
水口街社区、水源社区、源潭子社区、第四社区、暗冲村、泮水村、高滩村、山门村、大车洞村、山马村、文亮村、金源村和得贵村。